# Wleń
Wleń é um município da Polônia, na voivodia da Baixa Silésia e no condado de Lwówek Śląski. Estende-se por uma área de 7,22 km², com 1 824 habitantes, segundo os censos de 2016, com uma densidade de 252,6 hab/km².